# Карас, Иван Степанович
Ион (Иван) Степанович Карас (рум. Ion Caras; род. 11 сентября 1950, Бельцы, Молдавская ССР, СССР) — советский футболист и молдавский футбольный тренер. Большую часть игровой карьеры провёл в «Нистру» (ныне «Зимбру»).

## Карьера игрока
Карас начал свою игровую карьеру в 1971 году в составе «Нистру», клуб тогда носил название «Молдова». Первые три сезона команда Караса выступала в Первой лиге, а в 1973 году клуб занял второе место в турнире и поднялся в элиту советского футбола. В 1974 году Карас дебютировал в Высшей лиге СССР, всего сыграл в сезоне пять матчей. В середине 70-х Карас выпал из основного состава «Нистру», поэтому его дважды сдавали в аренду: сначала в «Авиатор», затем в «Сперанца Дрокия». По возвращении в «Нистру» Карас пробыл ещё два сезона без игровой практики, а затем в 1979 году снова стал основным игроком. В 1983 году команда снова повысилась в Высшую лигу, но так и не смогла там закрепиться. Карас завершил карьеру в 1986 году, имея в активе 376 матчей и 26 голов за «Нистру».
Отличался сильным дальним ударом, часто забивал со штрафных. В матче Кубка СССР 1984 года «Нистру» — «Динамо» Киев (2:4) забил оба гола в ворота Виктора Чанова.

## Карьера тренера
В 1990 году Карас стал тренером команды «Динамо Бендеры» и помог клубу выйти во Вторую лигу СССР. В 1991 году он возглавил свой бывший клуб «Зимбру», а затем шесть лет с небольшим перерывом тренировал сборную Молдавии. Позже он тренировал такие клубы, как «Тирасполь», «Агро», «Нистру Отачь», «Спортинг Кишинёв» и «Политехника Кишинёв». 7 июня 2008 года он был снова приглашён на должность главного тренера «Зимбру». Однако после неудачных результатов в апреле 2009 года был уволен. 9 января 2012 года повторно пришёл к руководству национальной командой. Карас тренировал сборную во время отбора на чемпионат мира по футболу 2014, его команда заняла предпоследнее место в группе. В сентябре 2014 года Карас был отстранён от должности.